# Primera División de Burkina Faso 2019-20
La Primera División de Burkina Faso 2019-20 fue la 58.ª edición de la Primera División de Burkina Faso, pues la pandemia de COVID-19 hizo que la Federación Burkinesa de Fútbol cancelara la liga

## Equipo participantes
| Pos.   | Equipo               | Ciudad         | Estadio                     | Capacidad |
| ------ | -------------------- | -------------- | --------------------------- | --------- |
| 1      | Rahimo FC            | Bobo Dioulasso | Stade Wobi Bobo-Dioulasso   | 10000     |
| 2      | Salitas FC           | Uagadugú       | Estadio del 4 de Agosto     | 35000     |
| 3      | USFA Ouagadougou     | Uagadugú       | Stade Municipal Ouagadougou | 15000     |
| 4      | ASEC Koudougou       | Koudougou      | Stade Balibiè               | 30000     |
| 5      | Rail Club du Kadiogo | Kadiogo        | Stade Kadiogo               | 8000      |
| 6      | AS SONABEL           | Uagadugú       | Stade SONABEL               | 5000      |
| 7      | Majestic FC          | Uagadugú       | Stade Municipal Ouagadougou | 15000     |
| 8      | RC Bobo-Dioulasso    | Bobo Dioulasso | Stade GASL                  | 30000     |
| 9      | AS Douanes           | Uagadugú       | Stade Municipal Ouagadougou | 15000     |
| 10     | ASF Bobo-Dioulasso   | Bobo-Dioulasso | Stade GASL                  | 30000     |
| 11     | ASFA Yennenga        | Uagadugú       | Estadio del 4 de Agosto     | 35000     |
| 12     | US Ouagadougou       | Uagadugú       | Stade Municipal Ouagadougou | 15000     |
| 13     | EF Ouagadougou       | Uagadugú       | Estadio del 4 de Agosto     | 35000     |
| 14     | AS Police            | Uagadugú       | Stade Municipal Ouagadougou | 15000     |
| 1 (SD) | KOZAF                | Uagadugú       | Stade Municipal Ouagadougou | 15000     |
| 2 (SD) | Royal FC             | Bobo Dioulasso | Stade Wobi Bobo-Dioulasso   | 10000     |

## Tabla de posiciones
Actualizado el 12 de Marzo de 2020.
| Pos. | Equipo                | PJ | PG | PE | PP | GF | GC | DG  | Pts. | Clasificado a                        |
| ---- | --------------------- | -- | -- | -- | -- | -- | -- | --- | ---- | ------------------------------------ |
| 1    | Salitas FC            | 24 | 16 | 3  | 5  | 38 | 15 | +23 | 51   | Copa Confederación de la CAF 2020-21 |
| 2    | Majestic FC           | 24 | 13 | 6  | 5  | 30 | 20 | +10 | 45   |                                      |
| 3    | Rahimo FC             | 24 | 12 | 5  | 7  | 27 | 23 | +4  | 41   | Liga de Campeones de la CAF 2020-21  |
| 4    | ASF Bobo-Dioulasso    | 24 | 11 | 7  | 6  | 30 | 17 | +13 | 40   |                                      |
| 5    | AS Douanes            | 24 | 10 | 7  | 7  | 24 | 19 | +5  | 37   |                                      |
| 6    | USFA Ouagadougou      | 24 | 10 | 5  | 9  | 29 | 24 | +5  | 35   |                                      |
| 7    | ASFA Yennenga         | 24 | 8  | 10 | 6  | 23 | 20 | +3  | 34   |                                      |
| 8    | RC Bobo-Dioulasso     | 24 | 8  | 8  | 8  | 22 | 21 | +2  | 32   |                                      |
| 9    | AS SONABEL            | 24 | 7  | 9  | 8  | 24 | 25 | -1  | 30   |                                      |
| 10   | EF Ouagadougou        | 24 | 7  | 9  | 8  | 23 | 28 | -5  | 30   |                                      |
| 11   | ASEC Koudougou        | 24 | 5  | 11 | 7  | 17 | 24 | -7  | 29   |                                      |
| 12   | KOZAF                 | 24 | 7  | 7  | 10 | 19 | 24 | -5  | 28   |                                      |
| 13   | Royal FC              | 24 | 5  | 9  | 10 | 22 | 33 | -11 | 24   |                                      |
| 14   | US Ouagadougou        | 24 | 5  | 8  | 11 | 19 | 30 | -11 | 23   |                                      |
| 15   | Rail Club du Kadiogo  | 24 | 6  | 4  | 14 | 16 | 29 | -13 | 22   |                                      |
| 16   | AS Police Ouagadougou | 24 | 4  | 6  | 14 | 20 | 31 | -11 | 18   |                                      |